# 4863 Ясутані
4863 Ясутані (4863 Yasutani) — астероїд головного поясу, відкритий 13 листопада 1987 року.
Тіссеранів параметр щодо Юпітера — 3,304.
Названо на честь астронома-аматора Ясутані (яп. やすたに(保谷)).